# Highgrove House
Highgrove House je rodinným sídlem Karla III. a Camilly, královny Spojeného království. Leží jihozápadně od Tetbury v hrabství Gloucestershire v Anglii. Dům Highgrove byl postaven na konci 18. století. Dům a související panství vlastnily různé rodiny, dokud jej v roce 1980 od Maurice Macmillana nekoupilo Cornwallské vévodství. Karel III. tento georgiánský dům přestavěl v roce 1987 s neoklasicistními přístavbami. Panství a nedaleká organická farma „Duchy Home Farm“ jsou dnes spravovány Cornwallským vévodstvím.
Zahrady v Highgrove jsou od roku 1996 přístupné veřejnosti. Zahrady domu z konce 18. století byly v době, kdy se sem Karel nastěhoval, zarostlé a neudržované, ale od té doby vzkvétají a nyní zahrnují vzácné stromy, květiny a vzácné kultivary. Díky současným technikám ekologického zahradničení a ekologickému obhospodařování trávníků slouží zahrady také jako udržitelné prostředí pro ptáky a volně žijící zvířata. Zahrady navrhl Karel III. po konzultaci s vysoce uznávanými zahradníky, jako je Rosemary Vereyová a známá přírodovědkyně Miriam Rothschildová.
Zahrady ročně navštíví více než 30 000 návštěvníků. Dům a zahrady jsou spravovány v souladu s královskými ekologickými zásadami a staly se námětem několika knih a televizních pořadů. Král v domě často pořádá charitativní akce.